# Alpina retyezatensis
Alpina retyezatensis är en fjärilsart som beskrevs av Bartha 1933. Alpina retyezatensis ingår i släktet Alpina och familjen mätare. Inga underarter finns listade i Catalogue of Life.